# Sonic Advance 2
Sonic Advance 2 ist ein 2D-Jump-’n’-Run-Computerspiel, das vom Sonic Team und Dimps entwickelt und von Sega erstmals in Japan am 19. Dezember 2002 für den Game Boy Advance veröffentlicht wurde. Es ist der zweite Teil der Trilogie und basiert auf den Originalspielen des Sega Mega Drive. Erstmals war der neue Charakter Cream the Rabbit spielbar.
Es ist der Nachfolger von Sonic Advance (2001) und der Vorgänger von Sonic Advance 3 (2004).

## Handlung
Der böse Wissenschaftler Dr. Eggman plant, die Weltherrschaft zu übernehmen und das „Eggman Empire“ zu errichten. Dazu nimmt er weiterhin Tiere gefangen. Sonic the Hedgehog macht sich auf den Weg, um Dr. Eggmans Pläne zu vereiteln und rettet die Tiere, dabei trifft er erstmals das kleine Mädchen Cream the Rabbit mit ihren Chao namens Cheese und Chocola. Cream ist verzweifelt, da ihre Mutter Vanilla entführt wurde, also verspricht Sonic ihr, sie wieder mit ihrer Mutter zu vereinen.
Auf seinem Abenteuer befreit Sonic die ebenfalls gefangen genommenen Miles Tails Prower und Knuckles the Echidna. Am Ende kann Sonic nur mit der Macht der sieben Chaos Emeralds zu Super Sonic werden, um Dr. Eggman zur True Area 53 Zone zu folgen und Vanilla zu befreien. In einer actionreichen Zwischensequenz fällt Vanilla in die Tiefe, doch Sonic kann schneller Richtung Boden fallen und Vanilla auffangen, um sie wieder mit ihrer Tochter zu vereinen.

## Gameplay
In Sonic Advance 2 übernimmt der Spieler wahlweise die Kontrolle über den blauen Igel Sonic the Hedgehog (verfügt wie in Sonic the Hedgehog 3 über den Insta-Shield), den zweischwänzigen Fuchs Tails (kann in der Luft fliegen und unter Wasser schwimmen), den letzten Echidna Knuckles (kann in der Luft gleiten und an bestimmten Wänden klettern) oder das junge Hasenmädchen Cream the Rabbit (kann in der Luft fliegen) mit ihrem Chao Cheese in einem sidescrollenden 2D-Jump-’n’-Run. Das Leveldesign passt sich mit Sprungfedern, Loopings und mehr dem dynamischen, schnellen Spielgefühl an. Neben dem Steuerkreuz zur Bewegung ist nur ein Aktionsknopf zum Springen nötig. In springender oder rollender Form, Spin Attack genannt, können alle Spielfiguren Gegner besiegen oder Itemboxen, auf dessen Bildschirm das jeweilige enthaltene Item angezeigt wird, öffnen. Wenn man mit dem Steuerkreuz nach unten die Spielfigur ducken lässt und dann die Sprungtaste betätigt und loslässt, kann die Spielfigur mit dem Spin Dash aus dem Stand schnell mit der Spin Attack nach vorne preschen. Bei Berührung können die goldenen Ringe eingesammelt werden; Nimmt die Spielfigur Schaden, verliert sie die Ringe. Nimmt die Spielfigur Schaden, ohne Ringe zu besitzen, fällt in einen tödlichen Abgrund, wird zerquetscht oder ertrinkt, verliert sie ein Extraleben, von denen man zu Spielbeginn drei besitzt. Sammelt man 100 Ringe, erhält man ein weiteres Extraleben. Auch in den Itemboxen kann ein Extraleben, fünf Ringe, zehn Ringe, eine beliebige Anzahl an Ringen, ein Schutzschild, ein magnetisches Schutzschild, vorübergehende erhöhte Geschwindigkeit oder vorübergehende Unverwundbarkeit enthalten sein. Checkpoints in Form von Laternen markieren bei einem Lebensverlust den Rücksetzpunkt. Auch werden bei allen Aktionen Punkte gesammelt, die wiederum „Continues“ geben können, sodass das Spiel trotz Verlust sämtlicher Extraleben fortgesetzt werden kann. Die meisten Gegner können mit der Spin Attack besiegt werden, was Punkte bringt und die gefangenen Tiere befreit. Zudem ist das Grinden an bestimmten Schienen und Stellen möglich.
Das Spiel besteht aus neun Zonen (Leaf Forest Zone, Hot Crater Zone, Music Plant Zone, Ice Paradise Zone, Sky Canyon Zone, Techno Base Zone, Egg Utopia Zone, XX-Zone und True Area 53 Zone), von denen die ersten sieben Zonen aus zwei regulären Acts bestehen, die als Level definiert werden können. Die letzten beiden Zonen haben nur einen Act. Jede Zone hat dabei ihre eigene Thematik, Aussehen und Gegner-Vielfalt. Am Ende des jeweils letzten Acts wartet zudem ein Kampf gegen den Widersacher Dr. Eggman und eine seiner tödlichen Maschinen, die in diesem Spiel fast ausschließlich rennend bestritten werden und als eigener Act angesehen werden können. In jedem regulären Act sind dabei sieben Special Rings versteckt, die es zu finden gilt. Werden alle sieben Special Rings eines Acts am Stück gefunden, kann nach Beendigung des Acts die Special Zone betreten werden, in der man für das Sammeln von 300 Ringen in zwei Minuten einen der sieben Chaos Emeralds erhält. Die finale True Area 53 Zone ist nur erreichbar, wenn man Sonic spielt und zuvor alle sieben Chaos Emeralds gesammelt hat. Hat man mit allen vier Charakteren jeweils alle sieben Chaos Emeralds gefunden und das Spiel abgeschlossen, schaltet man Amy Rose als fünften, spielbaren Charakter frei. Wie in Sonic Advance verfügt Amy über ihren Piko Piko Hammer und anders als beim Vorgänger auch über die Spin Attack beim Springen und Rollen.
Der Mehrspielermodus kann bestritten werden, wenn zwei bis vier Game Boy Advance mit einem Game Boy Advance Game Link Cable verbunden werden. Haben die Mitspieler ebenfalls das Spiel Sonic Advance 2 als Modul in ihrem System, können im Multi-Game Pak Mode alle regulären Zonen in einem Rennen bestritten werden. Zudem gibt es die vier neuen Itemboxen Confusion, Warp, Attack und Brake. Besitzen die Mitspieler das Spiel nicht, steht im Single-Game Pak Mode lediglich ein eigener Abschnitt der Leaf Forest Zone zur Verfügung und statt einem Rennen gilt, möglichst viele Ringe einzusammeln. Zusätzlich gibt es einen Time Attack-Modus.
Abgesehen vom Kernspiel ist Sonic Advance 2 eines der drei Game-Boy-Advance-Spiele neben Sonic Advance (2001) und Sonic Pinball Party (2003), welche den Modus „Tiny Chao Garden“ enthalten. Darin kann man seine Chao-Figuren aus einem Ei schlüpfen lassen, es füttern und pflegen sowie die Umgebung ändern. Im Vergleich zum „Tiny Chao Garden“ von Sonic Advance haben Chao ein wenig mehr Fähigkeiten, zudem wurde ein Minispiel ausgetauscht. Mit einem speziellen Verbindungskabel namens „DOL-011“ kann man seinen Game Boy Advance mit einem Nintendo GameCube verbinden und so seine Chao-Figuren zwischen dem „Tiny Chao Garden“ und dem „Chao Garden“ von den GameCube-Spielen Sonic Adventure 2 Battle (2001), Sonic Adventure DX: Director’s Cut (2003) oder Phantasy Star Online Episode I & II (2002) beliebig transferieren.

### Level
| Nr. | Zone              | Acts | Bosskämpfe         | Gegner                           |
| --- | ----------------- | ---- | ------------------ | -------------------------------- |
| 1   | Leaf Forest Zone  | 3    | Egg Hammer Tank II | Kiki, Mon, Stinger               |
| 2   | Hot Crater Zone   | 3    | Egg Bomber Tank    | Gola, Koura, Kubinaga            |
| 3   | Music Plant Zone  | 3    | Egg Totem          | Bell, Circus, Piko-piko, Yado    |
| 4   | Ice Paradise Zone | 3    | Aero Egg           | Balloon, Hammerhead, Pen         |
| 5   | Sky Canyon Zone   | 3    | Egg Saucer         | Madillo, Stinger, Straw          |
| 6   | Techno Base Zone  | 3    | Egg-Go-Round       | Flickey, Kyrua, Star             |
| 7   | Egg Utopia Zone   | 3    | Egg Frog           | Geji-geji, Mouse, Spina, Stinger |
| 8   | XX-Zone           | 1    | Super Eggrobo Z    | -                                |
| 9   | True Area 53 Zone | 1    | Egg Shrimp         | -                                |

## Neuveröffentlichungen und Nachfolger
Nur in Japan erschien Sonic Advance 2 im Jahre 2016 für die Virtual Console der Wii U. Dieselben Entwickler vom Sonic Team und Dimps waren auch für den direkten Nachfolger Sonic Advance 3 (2004) verantwortlich. Die Serie ging gefühlt nahtlos auf dem Nintendo DS mit Sonic Rush (2005), Sonic Rush Adventure (2007) und Sonic Colours (2010) weiter. Weitere klassische Jump 'n' Runs, die auf die Sega Mega Drive-Originalspiele basieren, waren in der Folge Sonic the Hedgehog 4: Episode I (2010), Sonic the Hedgehog 4: Episode II (2012) und Sonic Mania (2017).

## Rezeption
Sonic Advance 2 wurde allgemein positiv bewertet. Gelobt wurde die erhöhte Schnelligkeit des Spiels, die Charakteranimationen sowie Grafik und Sound. Kritisiert wurde die zu hohe Ähnlichkeit zu früheren Sonic-Spielen.

„Auch die zweite Sonic Advance-Episode ist für mich ein klarer Fall von Hassliebe: Einerseits gefällt Segas Highspeed-Hüpfer mit rasend schneller Kunterbunt-Optik, fantasievoll gestalteten Levels und reichlich Geheimnissen – auf der anderen Seite nervt das Igel-Abenteuer mit den üblichen unfairen Stellen (plötzlich auftauchende Speerspitzen, ungeschickt platzierte Gegner) sowie einem auf Dauer eintönig werdenden Spielablauf. Fans der Serie kümmern letztere Kritikpunkte wenig, Mario-Fans und Rayman-Liebhaber sollten Sonic Advance 2 vor dem Kauf tunlichst anzocken, denn mit geruhsamem Abgrasen ausgefeilter Levels respektive dem Meistern von fordernden Jump’n’Run-Passagen hat der schnellste Igel der Welt nicht viel am Hut.“

„Sonic hat mich seit eh und je begeistert. Am Gameplay hat sich zwar kaum etwas geändert, aber die Linkmöglichkeit, die eine Chao-Aufzucht ermöglicht, ist eine wirklich witzige Idee. Allerdings hätte ich mir noch mehr Minispielchen mit den virtuellen Winzlingen gewünscht.“

Auch aus kommerzieller Sicht war das Spiel ein Erfolg. Sonic Advance 2 verkaufte sich auf dem Game Boy Advance 175.000 Mal in Japan, 740.000 Mal in den USA, 100.000 Mal in Großbritannien und weltweit insgesamt 1,015 Millionen Mal, womit es Platz 39 der bestverkauften Game-Boy-Advance-Spiele belegt.